# Clause pénale en Belgique
La clause pénale est celle par laquelle les parties à un contrat fixent à l'avance une prestation forfaitaire accessoire, le plus souvent une somme d'argent, qui sera due par le débiteur pour le cas où il serait en état d'inexécution ou de retard d'exécution.
Par là, les parties s'accordent pour le forfait conventionnel soit alloué au créancier sans que celui-ci soit tenu de prouver ni l'existence ni le montant du dommage que l'inexécution lui a causé. Sauf indication contraire dans la convention, la clause pénale ne déroge ni à la condition d'imputabilité de l'inexécution à la faute du débiteur ni à la condition de mise en demeure préalable.

« La clause pénale est celle par laquelle une personne s'engage à payer, en cas d'inexécution de la convention, une compensation forfaitaire pour le dommage éventuellement subi par la suite de ladite inexécution. »

— Article 1226 du Code civil.

## Fonction
Le Code civil de 1804 paraissait reconnaître à la clause pénale non seulement une fonction indemnitaire mais aussi une fonction coercitive. Aujourd'hui, la clause pénale n'a plus qu'un caractère indemnitaire. Le rôle de la clause pénale ne peut être que de fixer à l'avance le montant du dommage susceptible d'être subi par le créancier du fait de l'inexécution.
En effet, admettre la fonction coercitive de la clause pénale en sus de sa fonction indemnitaire, c'est admettre qu'au-delà de l'indemnisation du préjudice du créancier, elle puisse jouer un rôle de peine privée pour le cas où le débiteur ne s'exécuterait pas. En plus de sa fonction indemnitaire, la clause pénale pourrait aussi revêtir une fonction comminatoire ou incitatrice pour le débiteur ; elle pourrait être fixée à un montant supérieur au préjudice prévisible de façon à inciter le débiteur à s'exécuter de peur d'en devoir le montant. La fonction comminatoire de la clause pénale a été rejetée par la Cour de cassation, par le législateur de 1998 ensuite.
Malgré sa dénomination, la clause pénale ne peut pas viser à punir pour le cas où son effet dissuasif aurait échoué. Pour reprendre les mots du professeur I. Moreau-Margrève, on aboutit ainsi à ce paradoxe que "la clause pénale ne peut pas être pénale"! Elle ne peut être qu'indemnitaire.
Ce rejet en droit belge du caractère coercitif de la clause pénale provient de l'allergie que d'aucuns ont à admettre qu'un créancier puisse obtenir plus que son préjudice (prévisible) et partant s'enrichir à l'occasion de l'inexécution de son débiteur. L'astreinte, qui est expressément permise par la loi et qui ne peut être prononcée que par un juge en vue d'assurer le respect de son injonction constituerait selon certains auteurs une exception à l'interdiction des peines privées.

## Contrôle judiciaire
Le contrôle du caractère indemnitaire de la clause pénale existe en droit commun pour tous types de clauses pénales. En marge de ce contrôle général, le Code civil consacre un contrôle spécifique s'il s'agit d'une clause pénale d'intérêts moratoires. Dans les contrats de consommation, le contrôle du caractère indemnitaire présente également des spécificités.

« § 1er. Le juge peut d'office ou à la demande du débiteur, réduire la peine qui consiste dans le paiement d'une somme déterminée lorsque cette somme excède manifestement le montant que les parties pouvaient fixer pour réparer le dommage résultant de l'inexécution de la convention. 
 En cas de révision, le juge ne peut condamner le débiteur à payer une somme inférieure à celle qui aurait été due en l'absence de clause pénale. 
 
 § 2. La peine peut être réduite par le juge lorsque l'obligation principale a été exécutée en partie. 
 
 § 3. Toute clause contraire aux dispositions du présent article est réputée non écrite. »

— Article 1231 du Code civil.
Lors du contrôle du caractère indemnitaire de la clause pénale, le juge est tenu de comparer le montant de la clause pénale avec le "montant que les parties pouvaient fixer pour réparer le dommage résultant de l'inexécution". Le juge est tenu de se placer au moment où les parties se sont accordées sur la clause pénale en vue de la confronter avec le préjudice qui, à ce moment, pouvait être prévu par les parties comme conséquence d'une inexécution éventuelle. Pour apprécier le caractère indemnitaire de la clause pénale, le juge ne peut donc que se référer au préjudice prévisible. Il ne peut pas se référer au préjudice effectivement subi.
L'article 1231, § 1er, ne prévoit toutefois la sanction de la réduction dans la mesure où le montant de la clause pénale excède manifestement le montant du préjudice prévisible. Le législateur incite les juges à faire preuve de modération. Les tribunaux ne sont invertis que d'un pouvoir d'appréciation marginale : "ce n'est que si le montant de la clause est, à l'évidence, sans rapport avec celui qu'aurait fixé tout homme raisonnable et équitable placé dans les mêmes circonstances" que la clause pénale doit être réduite.
La sanction de l'absence manifeste de caractère indemnitaire est la réduction de la clause pénale et non pas son annulation. La réduction est expressément prévue par la loi ; il s'agit d'une sanction spécifique. La réduction déroge au principe qui veut qu'une clause illicite soit carrément sanctionnée par la nullité, elle déroge au principe qui veut que le juge n'est pas admis à refaire à la place des parties le contrat ou la clause illicite. Le pouvoir de réduction du juge connaît une limite plancher : il ne peut pas réduire la clause pénale à une somme inférieure au montant du préjudice effectivement subi par le créancier du faire de l'inexécution. Il ne s'agit là que 'une limite plancher, le juge peut en effet estimer le montant de dommages et intérêts prévisibles à un montant supérieur au dommage effectivement subi et partant ne pas réduire la clause pénale jusqu'au moment du préjudice effectivement subi.

### Cas particulier: les contrats de consommation
« [Sont abusives les clauses qui ont pour objet de :] fixer des montants de dommages et intérêts réclamés en cas d'inexécution ou de retard dans l'exécution des obligations de l'acheteur qui dépassent manifestement l'étendue du préjudice susceptible d'être subi par le vendeur. »

— Article 32.21 de la loi sur les pratiques du commerce et sur l'information et la protection du consommateur.
Dans les contrats de consommation, la fonction exclusivement indemnitaire de la clause pénale est à nouveau confirmée. Il en va de même pour le pouvoir de contrôle marginal du juge. Le contrôle a lieu par rapport à préjudice prévisible.
La spécificité de cette disposition réside dans sa sanction. dans les contrats de consommation, la sanction de l'absence manifeste de caractère indemnitaire de la clause pénale sanctionnant l'inexécution du consommateur n'est pas la réduction mais carrément la nullité de la clause pénale. Si la clause pénale est annulée, il demeure place pour l'application du droit commun de la responsabilité contractuelle. À condition de prouver le montant de son préjudice, le professionnel obtiendra réparation du préjudice effectivement subi. Si est en cause le retard de paiement d'une dette de somme, le professionnel a droit au paiement de l'intérêt légal.

### Application de la théorie de l'abus de droit
Il convient de réserver l'abus de droit lors de la mise en œuvre par le créancier de la clause pénale. La contrôle fondé sur l'abus de droit ne se réduit pas à un simple contrôle en équité mais requiert au contraire une motivation circonstanciée du juge en vue de faire ressortir l'existence d'un abus de droit dans le cas qui lui est soumis.